# Ɥ barré
Ne doit pas être confondu avec Ɥ barré à travers la descendante.
ɥ barré (minuscule : ɥ) est une lettre additionnelle de l’alphabet latin est utilisée dans certaines transcriptions phonétiques.
Cette lettre est formée d’un ɥ diacrité avec une barre inscrite.

## Utilisation
Dans certaines transcriptions utilisant un alphabet phonétique international non standard, la consonne spirante labio-post-palatale voisée, c’est-à-dire la semi-voyelle correspondant à la voyelle fermée centrale arrondie [ʉ], est transcrite à l’aide du ɥ barré [ɥ]. Celle-ci est parfois aussi transcrite avec le w barré [w].
Gabriel Nissim l’utilise comme symbole phonétique pour une semi-consonne pré-dorsale dans une grammaire du ghomala publiée en 1981.

## Représentation informatique
Le Ɥ barré ne possède pas de caractères propre dans Unicode ou d’autres codages informatiques standardisés.
Il peut être représenté de manière approximative à l’aide du caractère du Ɥ et du caractère combinant U+0335 diacritique barre courte couvrante : ɥ̵ ; ou U+0336 diacritique barre longue couvrante : ɥ̶.
Il peut aussi être représenté à l’aide de formatage de texte, par exemple avec le balisage <s> pour barrer en HTML.